# Derechos digitales en el Caribe
Los derechos digitales —derechos humanos en relación con las tecnologías digitales— presentan desafíos particulares en los países del Caribe, debido a sus geografías, contexto político, desigualdades sociales y diversidad cultural. Si bien enfrentan los mismos problemas de brechas digitales que otras regiones, para las islas los impactos de no acceder o comprender las tecnologías digitales pueden generar consecuencias particularmente dañinas. Se pueden encontrar preocupaciones similares en términos de violencia de género en línea, un problema global que abarca violencia psicológica, física, emocional y sexual. Esto afecta particularmente a las niñas y mujeres jóvenes, y genera especial preocupación dentro del Caribe. Sin embargo,  hay otros temas que son sumamente problemáticos por la historia y el tipo de sistema legal aplicable en los países de esta región, como en el caso de la identidad digital y los apagones de internet. A pesar de las variaciones entre los países del Caribe, los problemas que ocurren en un país pueden reproducirse dentro de la región o pueden afectar a las personas que viven en otros países.

## Identidad Digital

### Jamaica
Ha habido dos intentos para implementar el proyecto de ley del Sistema de Identificación Nacional (NIDS, por sus siglas en inglés) en Jamaica. El primero se propuso en 2017 y se abandonó en 2019, cuando el Tribunal indicó que el proyecto de ley  violaba injustificadamente los derechos de la ciudadanía a la privacidad y la igualdad, entre otros. En 2020, se propuso una nueva versión del proyecto de ley. En 2021, la sociedad civil entregó recomendaciones a los parlamentarios, pero la mayoría no fueron tomadas en cuenta.
Una de las muchas críticas es la cantidad desproporcionadamente grande de información personal que se recopila. Se señaló particularmente que no es necesaria la recopilación de datos biométricos para proporcionar una identidad legal y que estos pueden ser objeto de posibles filtraciones o accesos ilegítimos. El gobierno de Jamaica ya ha expuesto por error datos personales, como se vio en el escándalo de la aplicación JamCOVID que hizo público el registro de inmigración de cientos de miles de viajeros, así como los resultados de sus pruebas de COVID.
Otras preocupaciones expresadas al Parlamento y el Senado incluyen abrir la puerta para la divulgación de información a terceros en el futuro, y descartar salvaguardas más fuertes para los registros de autenticación, lo que potencialmente proporcionaría espacio para el perfilamiento y vigilancia de la ciudadanía. En octubre de 2021 la Cámara de Diputados aprobó el proyecto de ley.

### República dominicana
En la República Dominicana, se aceleró una nueva legislación de identificación digital en 2014 con el apoyo de las Naciones Unidas y el Banco Mundial, para alinear las políticas locales con las regulaciones internacionales, como la Unión Europea. Esto ha sido criticado en términos de la efectividad de sus promesas para abordar problemas de apatridia, pobreza e inclusión social, especialmente entre poblaciones desfavorecidas como afrodescendientes, indígenas y mujeres.
En 2020, estallaron protestas de la sociedad civil por problemas de confianza y limitaciones para acceder a los servicios básicos que el sistema de identificación digital representaba. Además, las investigaciones mostraron cómo el sistema estaba reforzando las vulnerabilidades. Por ejemplo, por crear complejidades más altas para acceder o renovar la identidad digital entre los grupos históricamente excluidos de sistemas de identidad básicos. El caso de migrantes haitianos en República Dominicana y ciudadanos dominicanos de ascendencia haitiana fue significativamente ilustrativo, pues durante 80 años el estado dominicano ha batallado para que no se les reconozca su nacionalidad.
Además de sus implicaciones para el derecho a la privacidad, el sistema de identidad digital ha sido problemático por afectar excesivamente el acceso a servicios básicos, como bienestar, transporte, salud y educación. Finalmente, se ha destacado la falta general de rendición de cuentas sobre los fines para los que se utilizan los datos recopilados y sus implicaciones con otros derechos fundamentales. El  caso de la identidad digital en República Dominicana ha sido ampliamente discutido en la investigación "Legal Identity, Race and Belonging in the Dominican Republic " por Eve Hayes de Kalaf.

## Apagones de internet

### Cuba
En múltiples ocasiones, los  apagones de internet en Cuba han coincidido con protestas de oposición al gobierno. ETECSA es el único proveedor de servicios de internet en el país, lo que facilita el corte de las comunicaciones. Algunos incidentes recientes incluyen:
El 27 de noviembre de 2020 se reportó un corte de internet durante las protestas lideradas por artistas, incluyendo el Movimiento San Isidro, quienes denunciaron medidas represivas y censura por parte de las autoridades.
El 27 de enero de 2021 se reportó un corte de internet de dos horas durante protestas frente al Ministerio de Cultura, reclamando una respuesta sobre la detención de algunos artistas. El acceso de internet permaneció intermitente el resto del día.
El 11 de julio de 2021, durante masivas protestas en Cuba exigiendo alimento comida, agua, medicinas, vacunas contra el COVID-19 y otros insumos, varias plataformas mostraron que el tráfico de internet se había caído. La Comisión Interamericana de Derechos Humanos pidió a Cuba cumplir con sus obligaciones de derechos humanos sobre el derecho a la protesta.
También se reportaron otras formas de censura digital, como interrupciones dirigidas y bloqueo de aplicaciones en 2020 y 2021.

## Brechas digitales
Las brechas digitales en cuanto acceso tienen implicaciones particularmente agudas en América Latina y el Caribe (LAC), ya que sigue siendo la región socialmente más desigual del mundo. Este contexto no es una excepción en el Caribe, donde los países han representado los niveles más altos y más bajos de desarrollo digital. Según datos de la Unión Internacional de Telecomunicaciones (UIT), en 2017 Barbados, San Cristóbal y Nevis lideraban el ranking en las Américas en acceso a las TIC, después de Estados Unidos y Canadá. Por otro lado, Belice, Guyana, Cuba y Haití ocuparon las posiciones más bajas de las listas regionales.
Datos del Banco Interamericano de Desarrollo (BID) evidenciaron que la prevalencia de la brecha digital impactó especialmente a la población rural de la región durante 2018/2019. Los países del Caribe con alto nivel de conectividad en áreas rurales fueron Bahamas, Barbados y Panamá, en el nivel medio República Dominicana y Trinidad y Tobago, mientras que en el nivel bajo se ubicaron Belice, Guyana y Jamaica. No acceder a internet puede tener mayores consecuencias negativas para las islas, especialmente después de la pandemia de COVID. Estar desconectado puede ampliar el aislamiento de la población, por ejemplo, al reducir sus posibilidades de acceder a la información, ser activo en el mercado laboral y recibir ayuda de organismos internacionales. 

## Violencia de género en línea
La investigación de la Fundación World Wide Web sobre la violencia basada en el género en línea mostró cómo este problema puede ampliar las brechas digitales entre las mujeres y las niñas, siendo el abuso digital mucho peor entre las comunidades negras y LGBTQ+.. Según una investigación realizada por The Economist, el 38 % de las mujeres en todo el mundo han sido objeto de violencia digital, que según la Fundación World Wide Web llegó a  impactar hasta el 52 % entre las mujeres jóvenes y las niñas. Ejemplos de violencia basada en género son los robos de identidad, las amenazas físicas y sexuales, el doxing y el intercambio de imágenes no consentidas. En relación con las generaciones más jóvenes, Plan International realizó una investigación en 2020 entre más de 14.000 niñas y mujeres jóvenes de 31 países. El estudio mostró que el 58 % había experimentado acoso en línea y el 50 % indicó que había enfrentado más de estas experiencias en línea que en la calle.
La violencia basada en género en línea representa un desafío mayor en el Caribe. Para el 2015, cuatro de sus países tenían las tasas más altas de violencia sexual y entre el 20 y el 35 % de las mujeres habían experimentado violencia física, sexual o psicológica. Entre los casos más notables estuvo la experiencia de Becky Dundee, una lesbiana guyanesa-estadounidense. Sus publicaciones en TikTok y Twitter se volvieron virales a través de una gran cantidad de comentarios negativos que criticaban su apariencia masculina. Además, en Jamaica, una investigación fue especialmente llamativa sobre esta situación en la que dos tercios de los encuestados habían observado acoso en línea y el 76 % indicó que el acoso sexual era un problema importante.